# Branchiostoma malayanum
Branchiostoma malayanum är en ryggsträngsdjursart som beskrevs av Webb 1956. Branchiostoma malayanum ingår i släktet Branchiostoma och familjen lansettfiskar. Inga underarter finns listade.